# Corrado Merli
Corrado Merli (Pegognaga, 17 ottobre 1959) è un ex calciatore italiano, di ruolo difensore.

## Carriera

### Giocatore
Dopo gli esordi con il Mantova, nell'autunno 1978 passa al Rimini con cui retrocede in Serie C nella stagione 1978-1979, nella quale ottiene una presenza fra i cadetti, e risale immediatamente in Serie B nell'annata 1979-1980. Diventa titolare nella squadra romagnola nelle successive due stagioni in Serie B prima di passare al Brescia e disputare due campionati di Serie C1.
La carriera prosegue in Serie C1 con tre anni alla Carrarese e poi alla Fidelis Andria dove vince il campionato di Serie C2 1988-1989. Gioca per un altro anno in Serie C2 con il Giulianova e chiude la carriera nei dilettanti con la Santegidiese.
In carriera ha totalizzato complessivamente 65 presenze e 2 reti in Serie B, tutte con la maglia del Rimini.

### Dopo il ritiro
Nonostante l'abbandono dello sport agonistico, ha partecipato a molteplici edizioni di "Emanuele una partita per la vita", evento calcistico di beneficenza in favore dell'Associazione Romagnola Fibrosi Cistica ONLUS, dove personaggi del mondo dello spettacolo e atleti o ex provenienti da vari sport si affrontano in una partita amichevole allo stadio Romeo Neri di Rimini.

## Palmarès
- Serie C2: 1

Fidelis Andria: 1988-1989 (girone C)